# Neotanypeza callitarsis
Neotanypeza callitarsis is een vliegensoort uit de familie van de langpootvliegen (Tanypezidae). De wetenschappelijke naam van de soort werd voor het eerst geldig gepubliceerd in 1850 door Camillo Róndani.